# Холодный кофе

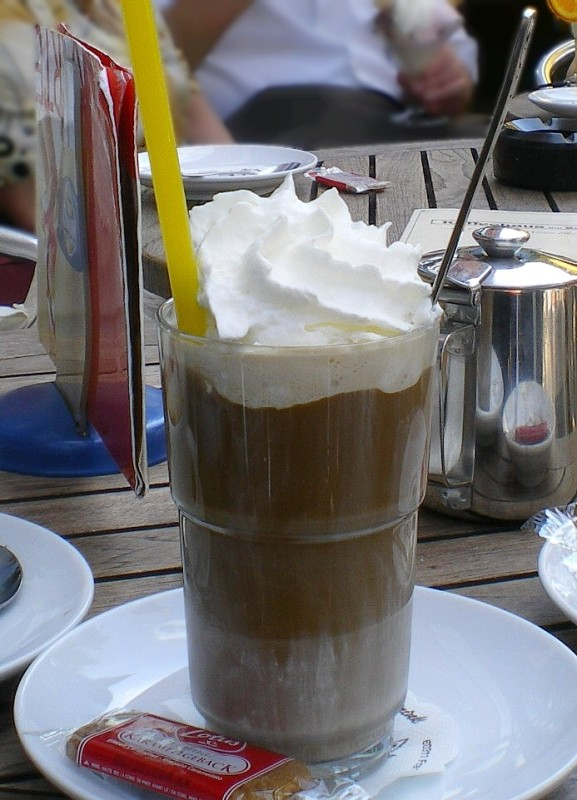
Айс-кофе со сливками, поданный в Германии

Холодный кофе или айс-кофе, ледяной кофе — способ подачи кофейных напитков. Часто употребляется в качестве прохладительного напитка, особенно летом.

## Приготовление
Существует несколько способов приготовления холодного кофе. В первом случае готовый горячий напиток остужается до нужной температуры, во втором — кофе готовится путём выдерживания молотых зёрен в воде (например, с помощью френч-пресса), после чего фильтруется.
Часто айс-кофе готовится подобно горячему аналогу того или иного кофейного напитка. Так, существуют «холодный латте», «холодный мокко». Данные напитки изготовляются путём смешивания горячего эспрессо с необходимым количеством охлажденного молока.

## Сервировка
Айс-кофе может быть подан как уже охлаждённым, так и ещё горячим, но с нужным количеством льда.
Поскольку сахар плохо растворяется в холодной жидкости, в холодный кофе обычно добавляется сахарный сироп или сахарозаменители.